# 拉比西耶尔城堡
拉比西耶尔城堡（Château de La Bussière）是一座法国城堡，位于中央-卢瓦尔河谷大区卢瓦雷省东南部奥尔良区市镇拉比西耶尔。
其主要建筑建于16世纪末、17世纪初。1962年对公众开放，收藏大量关于淡水渔业的藏品。1993年列为法国历史遗迹。

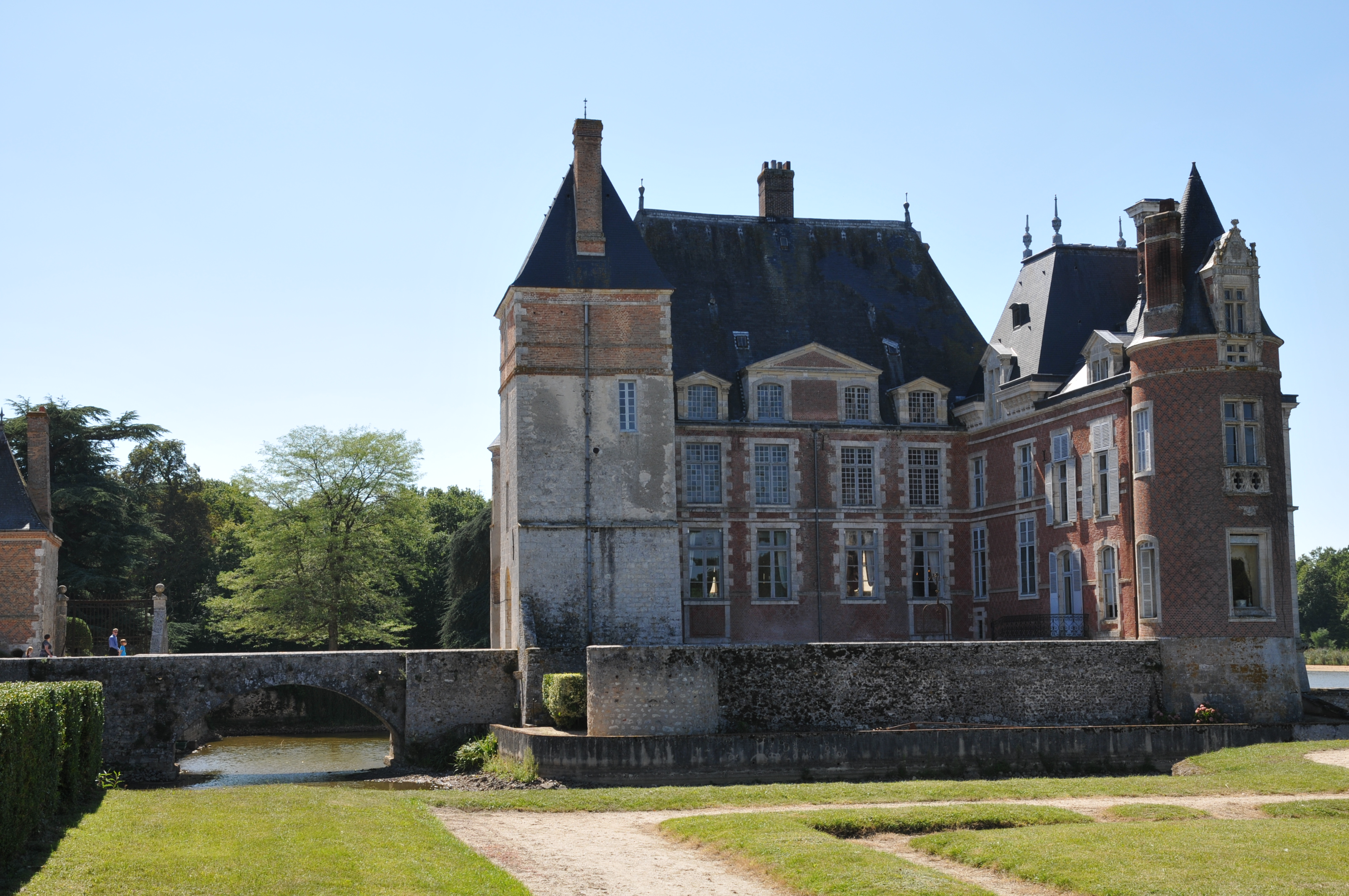
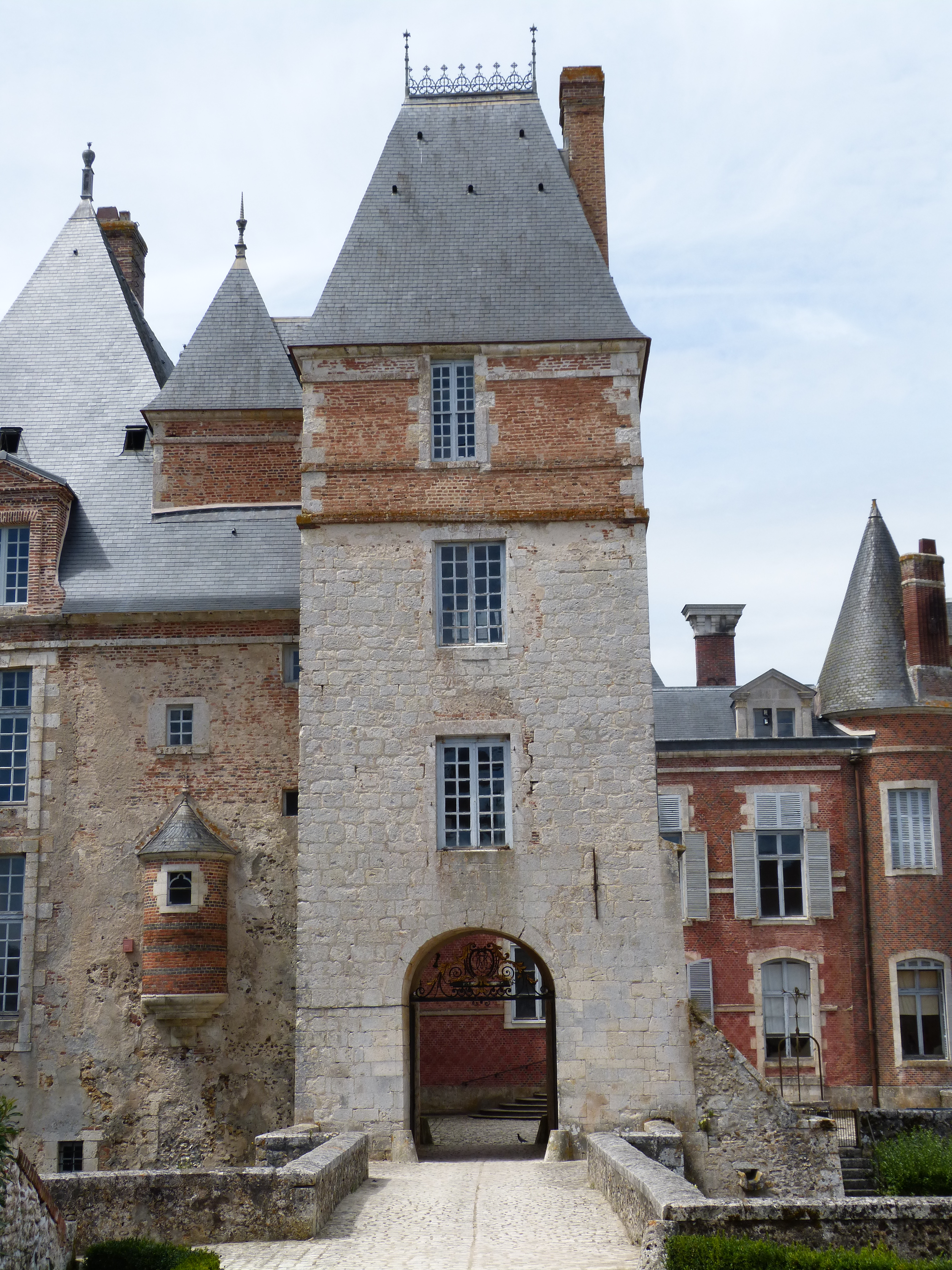
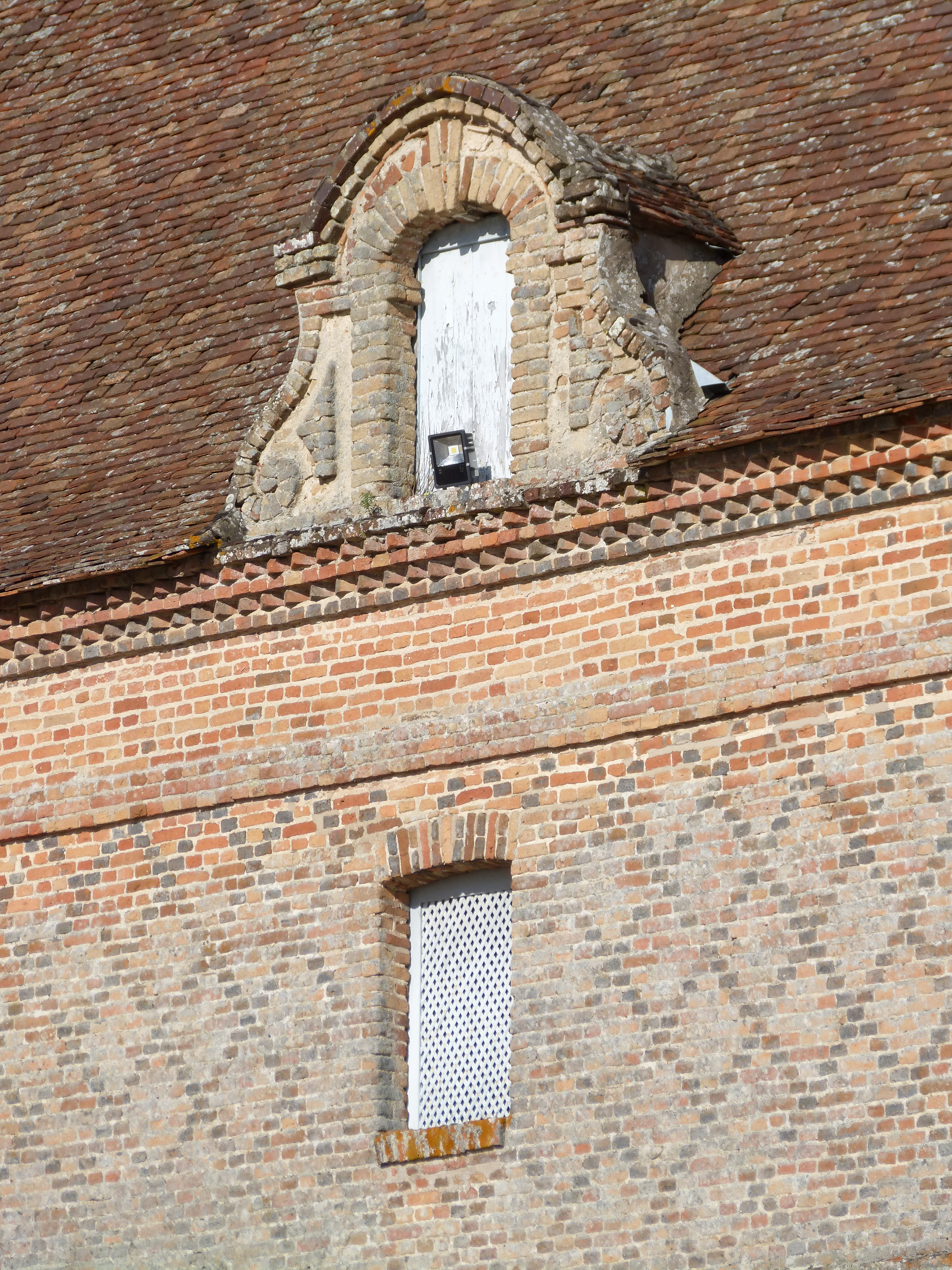
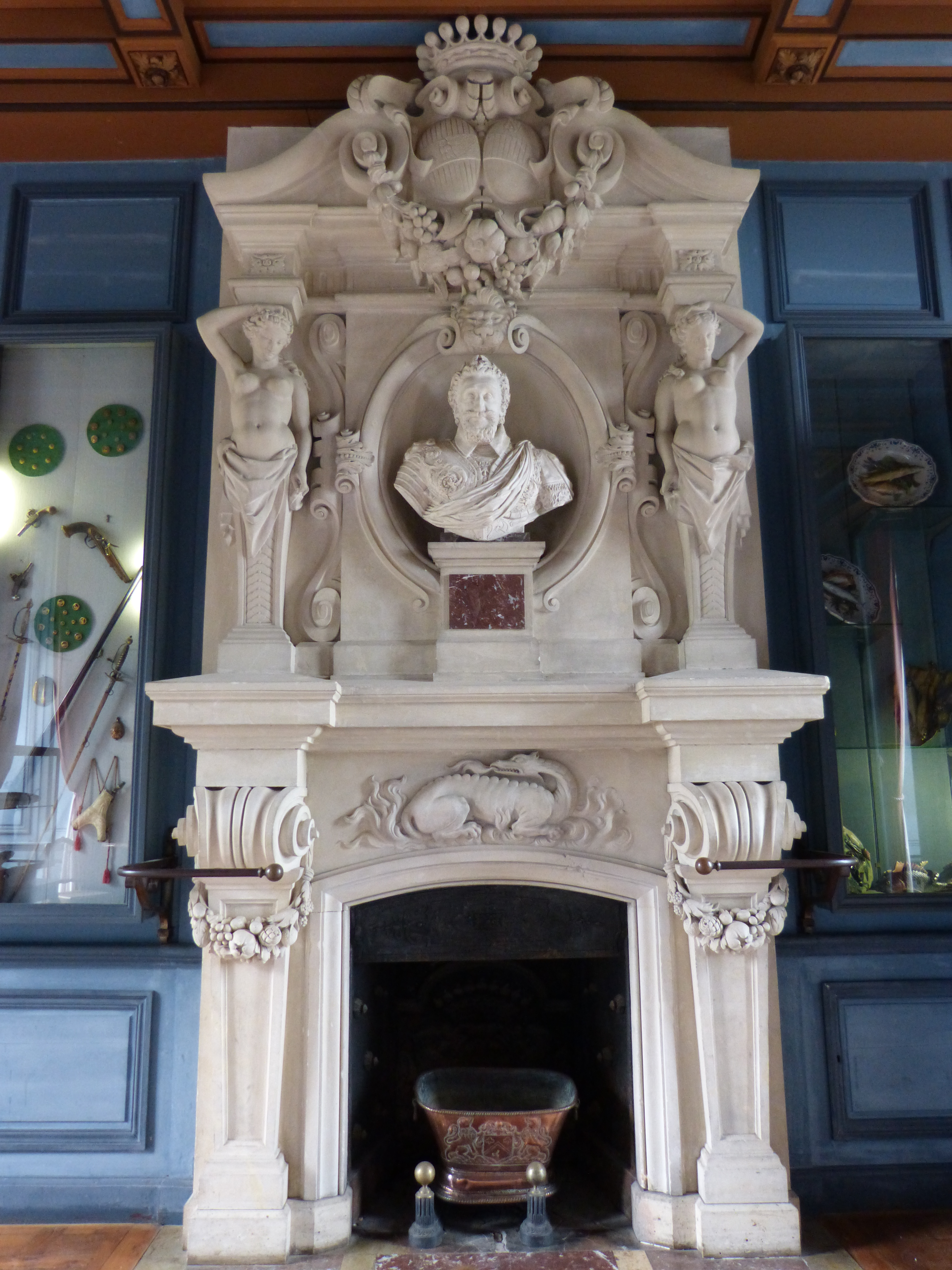
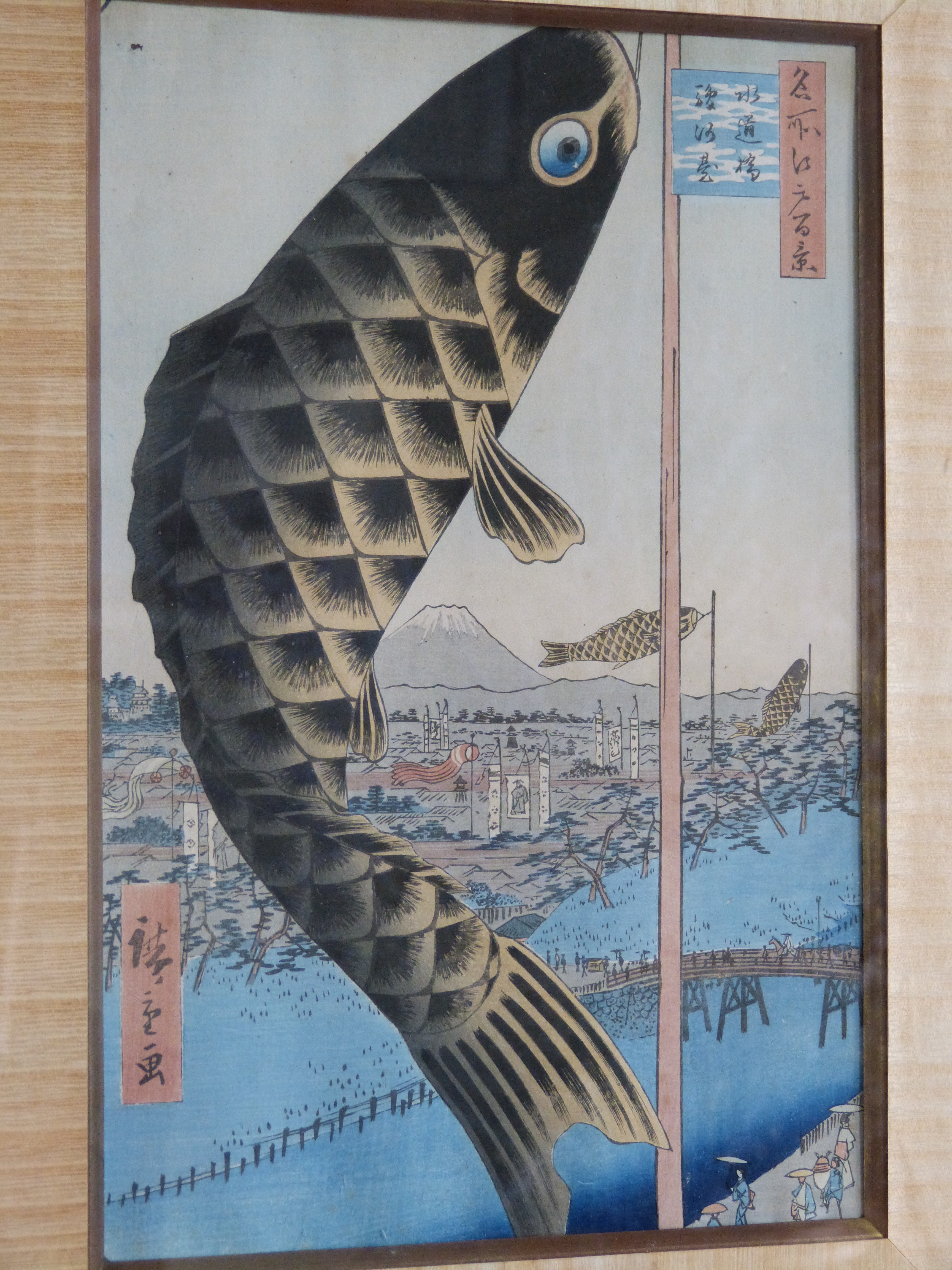
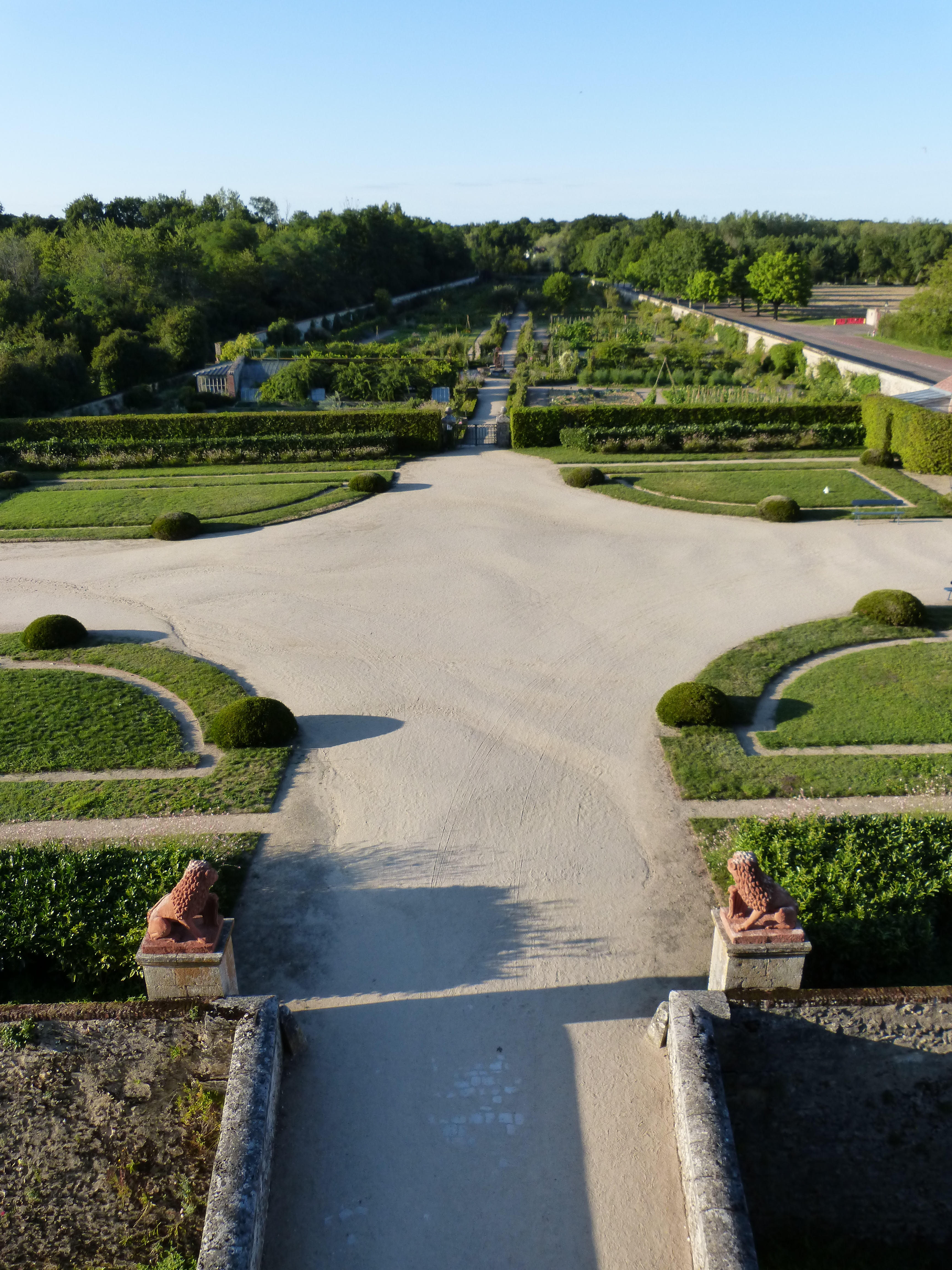